# James Dickson (biolog)
James (Jacobus) Dickson (ur. 1738 r. w Peeblesshire, zm. 1822 r. w Londynie) – szkocki ogrodnik, botanik i mykolog.
J. Dickson urodził się w biednej rodzinie w Kirke House, Traquair w Peeblesshire. Przyjaźnił się ze szkockim podróżnikiem Mungo Parkiem. Jego siostra została jego drugą żoną. Odbył wiele wycieczek po Szkocji. W ich trakcie zbierał rośliny, opisywał je i wykonywał zielniki. W latach 1785–1801 opublikował swoje Fasciculus plantarum cryptogamicarum Britanniae, czterotomowe dzieło, w którym opisał ponad 400 gatunków glonów i grzybów występujących na Wyspach Brytyjskich. Zebrał wielki zielnik pt. Collection of Dried Plants, Named on the Authority of the Linnaean Herbarium and Other Original Collections.
Dickson w 1788 r. został jednym z pierwszych członków Towarzystwa Linneuszowego w Londynie, a w 1804 r. jednym z ośmiu pierwszych członków i wiceprezesem Horticultural society (Towarzystwo Ogrodnicze). Zmarł w wieku 84 lat w Londynie.
Oznaczył wiele gatunków roślin i grzybów. Przy nazwach naukowych zdiagnozowanych przez niego taksonów dodawany jest skrót jego nazwiska Dicks. Od jego nazwiska pochodzi nazwa rodzaju paproci – Dicksonia.

## Publikacje naukowe
- Fasciculus Plantarum Cryptogamicarum Britanniae. London, 1785, 1801, 4°
- A Collection of Dried Plants, named on the authority of the Linnaean Herbarium, and other original collections. London, 1787–1799, Klein-Folio
- Botanical Catalogue alphabetically arranged according to the Linnaean System. London, 1797, 8°
- Observations on Polyposium Oreopteris, accompanied with a Specimen from Scotland. Trans. Linn. Soc. i. 181. 1791
- An Account of some Plants newly discovered in Scotland. Ibid. ii. 286. 1794
- Observations on the Genus of Porella, and the Phascum Caulescens of Linnaeus. Ibid. 238. 1797
- On a variety of the Brassica Napus, or Rape, which has long been cultivated upon the continent. Trans. Hortic. Soc. i. 26. 1815
- Observations on, and an Account of the Tubers of the Lathyrus Tuberosus, with Instructions for the Cultivation of the Plant in a Garden. Ibid. ii. 359. 1817
- On the Cultivation of the Rampion. Ibid. iii. 19. 1818